# 松岡純正
松岡 純正（まつおか よしまさ、1987年〈昭和62年〉- ）は、日本のYouTuber、イベンター。プラレールを用いた動画投稿と各地イベントでの設営を中心に活動するプラレーラーとして知られている。埼玉県さいたま市在住。

## 経歴
1987年（昭和62年）、東京都生まれ。80社ほど就職試験を受けて、2012年（平成24年）春に大学卒業後、大学職員として就職する。だが仕事の後で3時間説教されるなど環境になじめず約2週間で退職する。その後、福祉業界やIT業業界などを転々とし、同年12月には母校の大学にて契約職員として入職して入試書類の確認などを担当していた。しかし、身体を壊して睡眠障害となったことで勤務が難しくなり、2014年（平成26年）1月に契約不更新を告げられた。
自身にサラリーマンは務まらないと考えた松岡は、学生時代から趣味で猫やバンド活動の動画を投稿していたYouTubeの広告収入で生計を立てることを思いつく。特に動画投稿にプラレールを選んだ理由として、大学時代にブックオフでアルバイトをしていた際に、偶然見かけたプラレールの本に「プラレールの専門家はいない」という趣旨の記述があったことを思い出し、他にプラレールを専門に取り上げている者が居なかったことからプラレールで動画投稿をすることを決める。
最初は時折遊んでいたプラレールの資材20箱を活用してレイアウトを組んで車両を走らせたり、新車両を紹介したりする動画を自宅で1日3本撮影して投稿し始めた。1年目の年収は100万円に届かず貯金が底をついたため、1日2食納豆ご飯で過ごし、テレビや掃除機、趣味のドラムやキーボードも売却してプラレールの購入代に充てていた。1年で動画を1千本投稿し、退職した年の12月には再生回数が計100万回を越えて黒字化を達成する。また、実物の駅を再現して同様の配線にしたり、駅の歴史から調べるリアルさを追求する姿勢が受けて、YouTubeの総再生回数で2020年3月時点で1億回を超える。また、市民ホールなどを借りてプラレールを用いた「路線の再現」にも挑戦し、これらの活動から2017年（平成29年）にはタモリ倶楽部にも出演した。
しかし、2022年にYouTubeの収益が無効になったため、投稿の休止を発表した。休止時点での最後の駅再現は池袋駅である。2022年11月18日投稿の「【プラレール】1両編成で発売してほしい車両10選」の動画から投稿再開。